# Vernazione
La vernazione o prefogliazione, è la disposizione presentata dalle singole foglie preformate di una gemma dove queste si sviluppano in modi particolari dovuti allo spazio ristretto e al fenotipo.
Questa disposizione delle foglie che durante lo sviluppo si arrotolano, si piegano e si sovrappongono in modo caratteristico, viene utilizzata come elemento di differenziazione dai botanici sistematici.

## Tipi di vernazione

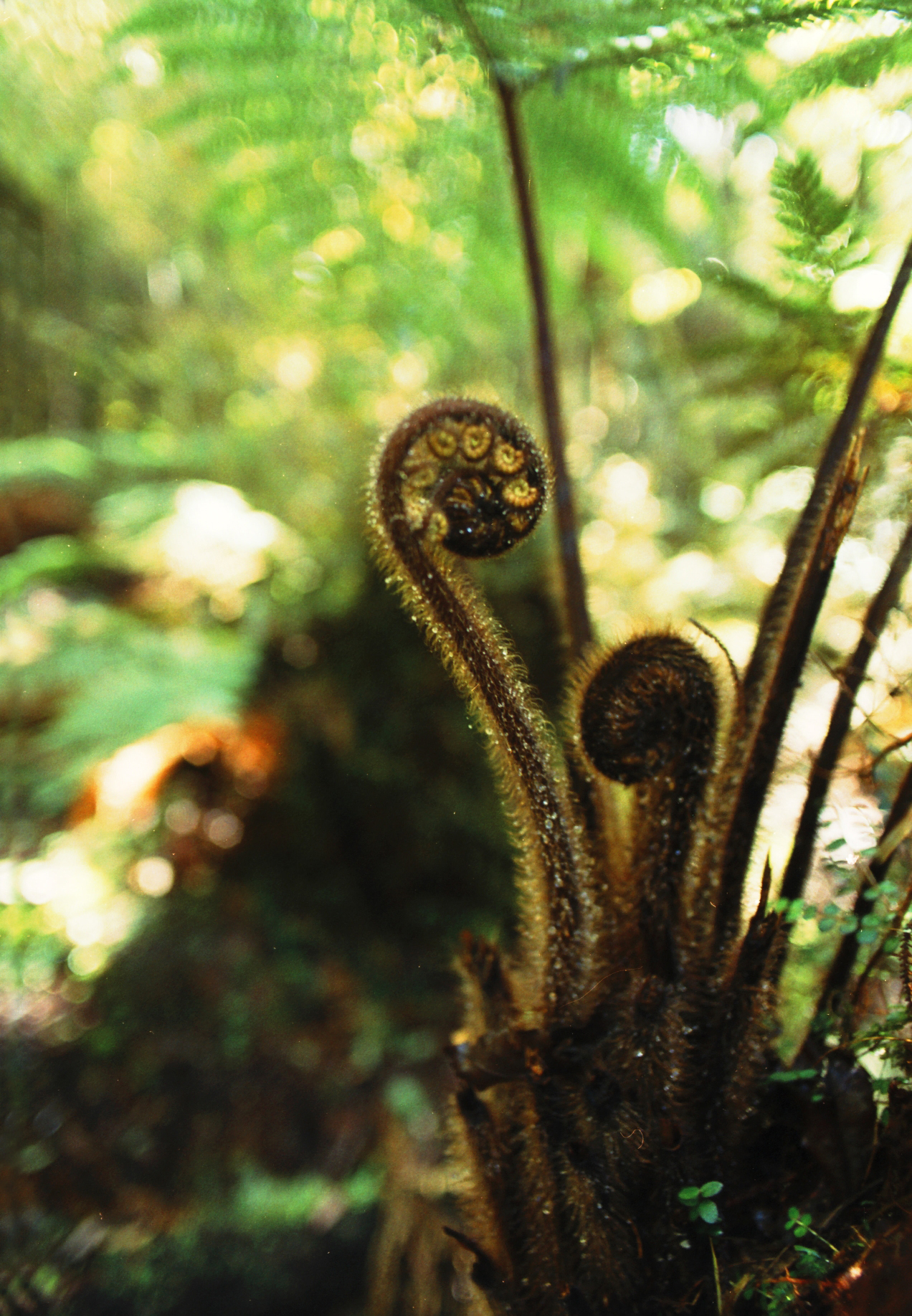
Vernazione circinnata

I tipi di vernazione sono i seguenti:
- vernazione piana: lembo fogliare disteso sul germoglio.
- vernazioni arrotolate:
  - vernazione circinnata: foglie arrotolate su sè stesse trasversalmente dall'alto alla base.
  - vernazione contorta o convoluta: foglie arrotolate verso l'interno, sul lato ventrale, in un tubo dai bordi sovrapposti.
  - vernazione involuta: entrambi i margini sui lati opposti della foglia sono arrotolati verso la superficie superiore (assiale) della foglia, formando due tubi che possono incontrarsi nella nervatura centrale della foglia.
  - vernazione revoluta: entrambi i margini sui lati opposti della foglia sono arrotolati verso la superficie inferiore (abassiale) della foglia, formando due tubi che possono incontrarsi nella nervatura centrale della foglia.
- vernazioni piegate:
  - vernazione conduplicata o raddoppiata: foglie piegate lungo la nervatura centrale dal lato superiore (vernazione più comune).
  - vernazione duplicata: foglie piegate lungo la nervatura centrale dal lato inferiore.
  - vernazione reclinata o ripiegata: foglie piegate trasversalmente con la metà superiore della foglia piegata sulla metà inferiore.
  - vernazione plicata o pieghettata: foglie ripiegate lungo le nervature principali.

All’interno dello stesso taxon possono coesistere più prefoliazioni.

## Galleria d'immagini

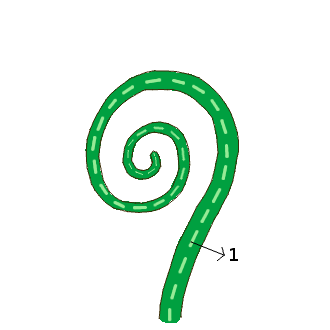
Vernazione circinnata  (1:nervatura centrale; 2: gambo)
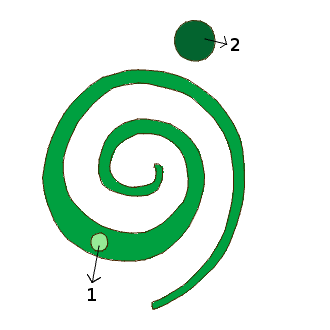
Vernazione contorta
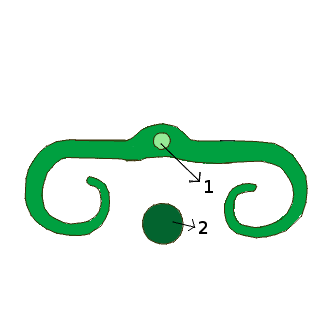
Vernazione involuta
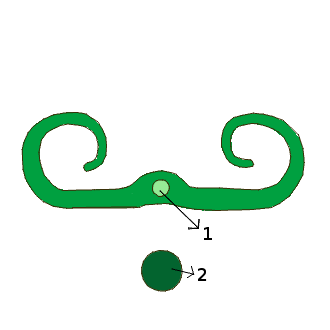
Vernazione revoluta
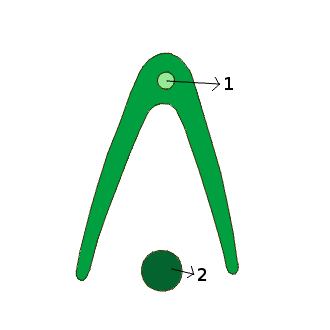
Vernazione conduplicata
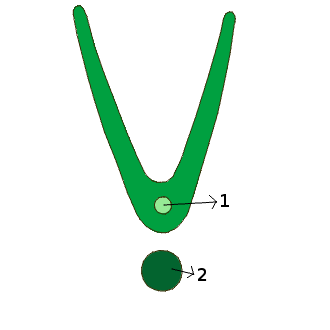
Vernazione duplicata
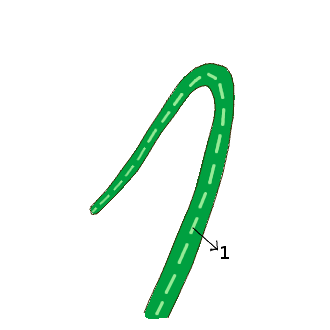
Vernazione reclinata
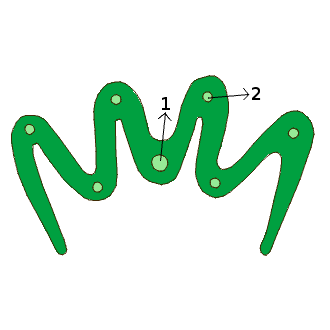
Vernazione plicata